# Radiô Arpitania
Radiô Arpitania est une webradio en langue arpitane fondée en 2007. Utilisant tous les dialectes du francoprovençal, elle est diffusée sur internet ce qui lui permet de couvrir l'intégralité des territoires arpitans, soit de la France à l'Italie en passant par la Suisse.

## Présentation
Créée en Savoie en 2007 par l'association Aliance culturèla arpitanna, la diffusion de la première radio francoprovençale couvrant l'ensemble du domaine linguistique, Radiô Arpitania, reprend sur Internet en 2012 depuis son studio de Prilly, en Suisse.
Celle-ci fonctionne grâce à l'envoi de matériel audio - chansons, textes lus, interviews, reportages, etc. - envoyé par des locuteurs de l'ensemble des régions arpitanophones que l'on regroupe sous le nom d'Arpitanie, aussi bien en Suisse, qu'en France et Italie. Elle s'inscrit dans le mouvement de renaissance de la langue arpitane. Elle présente également les balados (baladodiffusions, podcasts) actuels des différentes régions arpitanes (ou francoprovençales) : « Les langues se délient » sur RCF des pays de l'Ain (bressan et espéranto en alternance), « Et si l'on parlait patois » sur RCF Haute-Savoie, Intré Nò sur Radio Fribourg, en Suisse.